# Milán-San Remo 2011
La Milán-San Remo 2011 fue la edición número 102 de esta clásica ciclista de primavera.  Se disputó el sábado 19 de marzo de 2011 por el recorrido habitual de los últimos años de 298 km.
Formó parte del UCI WorldTour 2011.
Participaron 25 equipos (los mismos que en la Tirreno-Adriático 2011, más los de categoría Profesional Continental del Androni Giocattoli, Cofidis, le Crédit en Ligne, Colnago-CSF Inox, Geox-TMC y FDJ). Formando así un pelotón de 200 ciclistas (el límite de ciclistas para carreras profesionales), con 8 corredores cada equipo, de los que acabaron 156.
La carrera se rompió antes de lo previsto a unos 90 km de meta, en la ascensión y descenso de la cota de Le Maine, donde varias caídas produjeron cortes donde se vieron involucrados la mayoría de esprínter y grandes favoritos. A partir de ese momento los ataques fueron continuos desgranándose aún más el pelotón delantero quedándose al final un grupo de unas 10 unidades en el que el más rápido fue Matthew Goss por delante de Fabian Cancellara y Philippe Gilbert, respectivamente.

## Clasificación final
| Posición | Ciclista          | Equipo              | Tiempo     |
| -------- | ----------------- | ------------------- | ---------- |
| 1.       | Matthew Goss      | HTC-Highroad        | 6h 51' 10" |
| 2.       | Fabian Cancellara | Leopard-Trek        | m.t.       |
| 3.       | Philippe Gilbert  | Omega Pharma-Lotto  | m.t.       |
| 4.       | Alessandro Ballan | BMC Racing          | m.t.       |
| 5.       | Filippo Pozzato   | Katusha             | m.t.       |
| 6.       | Michele Scarponi  | Lampre-ISD          | m.t.       |
| 7.       | Yoann Offredo     | FDJ                 | m.t.       |
| 8.       | Vincenzo Nibali   | Liquigas-Cannondale | + 3"       |
| 9.       | Greg Van Avermaet | BMC Racing          | + 10"      |
| 10.      | Stuart O'Grady    | Leopard-Trek        | + 12"      |